# Cementerio de la Recoleta
El Cementerio de la Recoleta es un famoso cementerio de la ciudad de Buenos Aires, Argentina. Está ubicado en el barrio de Recoleta y contiene las tumbas de personas muy reconocidas. Se inauguró el 17 de noviembre de 1822, durante la gobernación del brigadier general Martín Rodríguez, siendo ministro de Gobierno Bernardino Rivadavia. Se transformó así en el primer cementerio público de la ciudad. Fue diseñado por Próspero Catelin, reservándose el gobierno parcelas para personalidades ilustres en la formación del Estado nacional. En 1880, Torcuato de Alvear—el primer intendente de la ciudad de Buenos Aires—encomendó al arquitecto Juan Antonio Buschiazzo para la remodelación del cementerio. Se rodeó con un muro de ladrillos, se pavimentaron sus calles y se construyó una entrada de estilo neoclásico.
Es uno de los atractivos turísticos más populares de la ciudad, famoso por sus numerosos e imponentes mausoleos y bóvedas adornados con mármoles y esculturas. Su valor arquitectónico es una muestra de los tiempos en que Argentina era una potencia económica emergente a fines del siglo XIX, y las familias más acomodadas de la ciudad comenzaron a mudarse a la zona de Recoleta y a construir panteones esplendorosos en el cementerio. Muchos de sus mausoleos y bóvedas son obra de importantes arquitectos y más de 90 han sido declaradas Monumento Histórico Nacional. El cementerio en sí es considerado Museo Histórico Nacional desde el año 1946.

## Historia

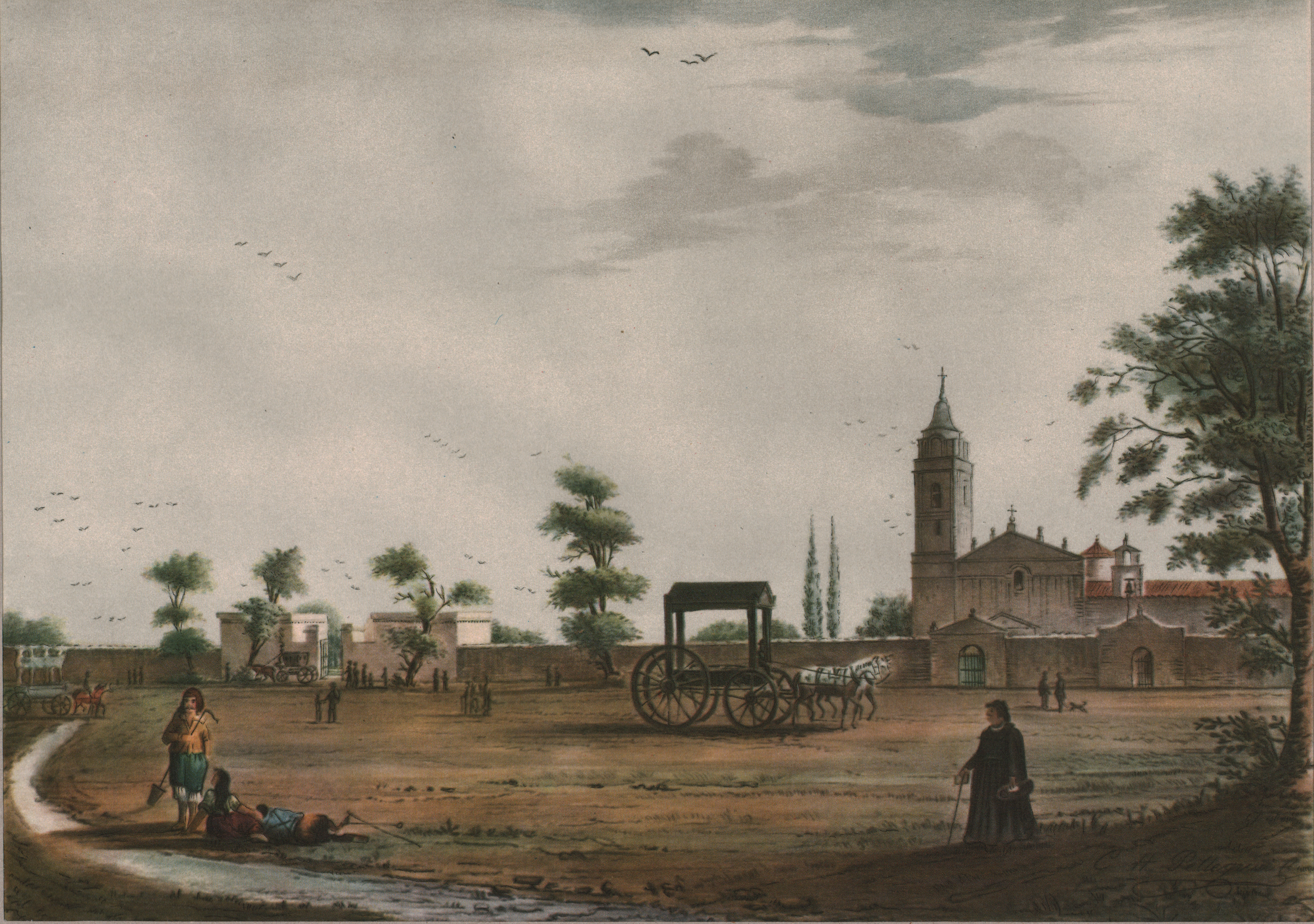
El Cementerio de la Recoleta en 1841, por Charles Henri Pellegrini.

Los frailes de la orden de los franciscanos recoletos descalzos llegaron a la zona en la que se ubica actualmente el Cementerio de la Recoleta, entonces en las afueras de Buenos Aires, a principios del siglo XVIII. Construyeron en el lugar un convento y una iglesia, en 1732, que colocaron bajo la advocación de la Virgen del Pilar. Actualmente la Basílica de Nuestra Señora del Pilar es un Monumento Histórico Nacional. Los lugareños terminaron denominando a la iglesia de los recoletos en simplemente la Recoleta, nombre que se extendió a toda la zona.
Cuando la orden fue disuelta en 1822, el 17 de noviembre de ese año, la huerta del convento fue convertida en el primer cementerio público de la Ciudad de Buenos Aires. Los responsables de su creación fueron el entonces gobernador de la provincia de Buenos Aires Martín Rodríguez (sus restos descansan en el Cementerio) y su ministro de Gobierno, Bernardino Rivadavia.
Sus dos primeros moradores fueron el niño negro liberto Juan Benito y la joven María Dolores Maciel.
En 1863 perdió su condición de camposanto debido a un conflicto con los masones: ese año falleció el francmasón Blas Agüero, quien se había negado a recibir los sacramentos, por lo que la iglesia le había negado la sepultura, pero a pedido de su sobrino el presidente Bartolomé Mitre le dio el permiso, a lo que el arzobispo protestó retirando al cementerio su condición de santo, que nunca recuperó.
Durante la década de 1870, como consecuencia de la epidemia de fiebre amarilla que asoló la ciudad, muchos porteños de clase alta abandonaron los barrios de San Telmo y Montserrat y se mudaron a la parte norte de la ciudad, a Recoleta. Al convertirse en barrio de clase alta, el cementerio se convirtió en el último reposo de las familias de mayor prestigio y poder de Buenos Aires. Al mismo tiempo se inauguraba el Cementerio de la Chacarita o Cementerio del Oeste, por oposición al Cementerio del Norte nombre menos común que recibe la Recoleta.
En el ingreso al cementerio hay tres fechas grabadas sobre el piso: 1822 (año de su creación), 1881 (fecha de su primera remodelación) y 2003 (segunda remodelación).

## Descripción

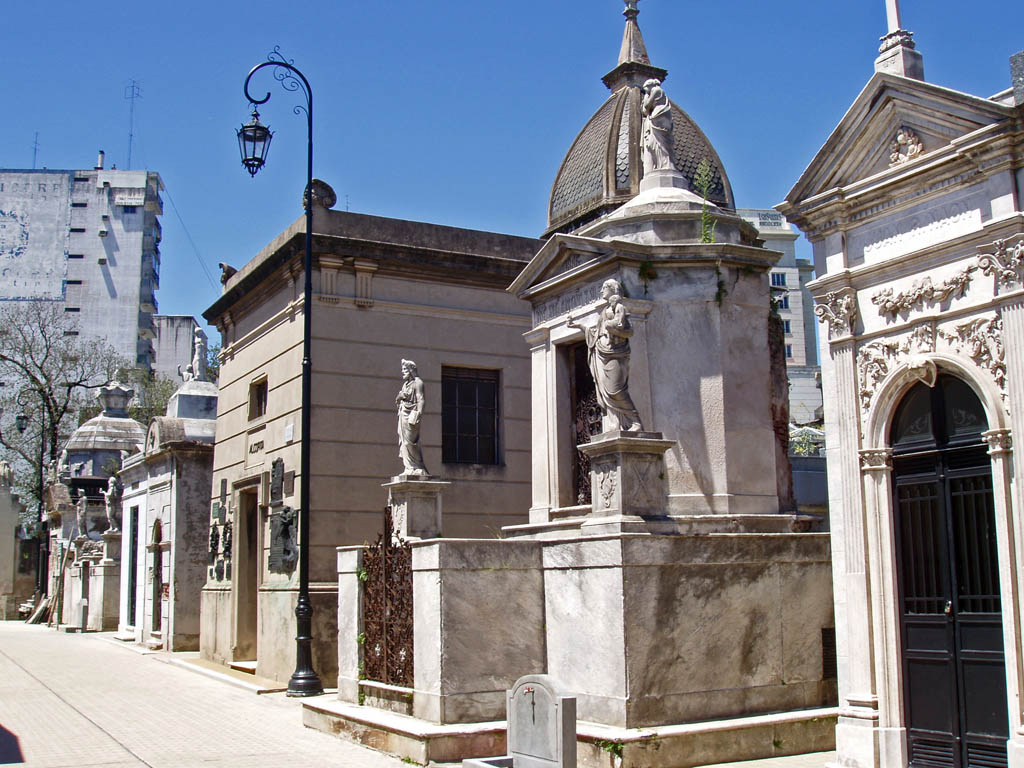
Uno de los callejones del Cementerio de la Recoleta.

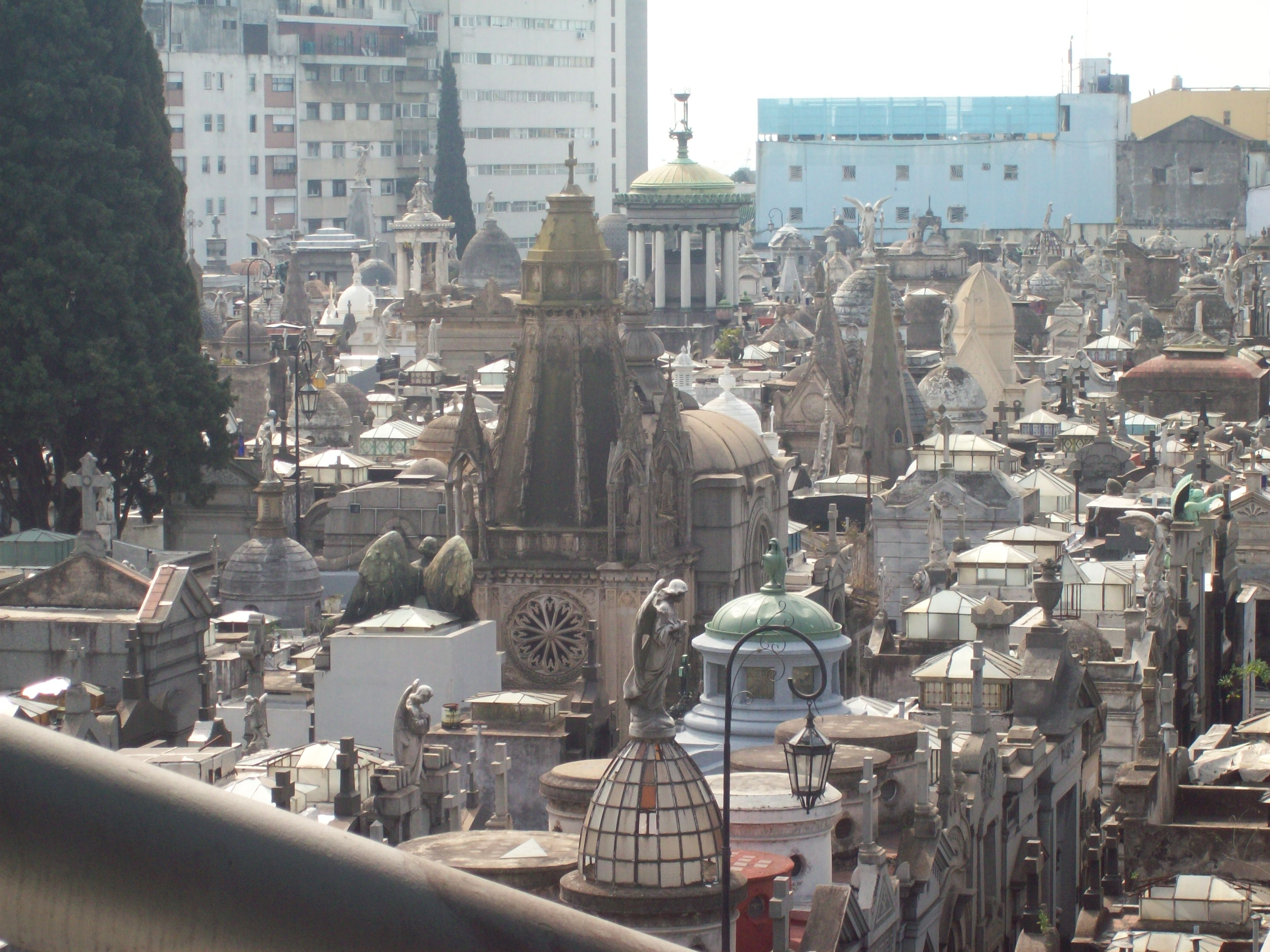
Cementerio de la Recoleta, vista desde arriba.

El Cementerio de la Recoleta es un monumento funerario emblemático de Buenos Aires, reconocido por su valor artístico e histórico.  Su entrada principal cuenta con un pórtico formado por cuatro columnas de orden dórico griego, completado durante una reforma en 1881 bajo la supervisión del intendente, Torcuato de Alvear. El frontis exterior e interior están adornados con inscripciones en latín: "Requiescant in pace" (Descansen en paz) en el exterior, y "Expectamus Dominum" (Esperamos al Señor) en el interior, simbolizando el diálogo entre los vivos y los muertos.
En el frente, sobre las columnas, se inscriben los primeros símbolos de la vida y de la muerte, representados en once alegorías:
El huso y las tijeras: el hilo de la vida que se puede cortar en cualquier momento.
La cruz y la letra P: la paz de Cristo en los cementerios.
La corona: voto de recuerdo permanente.
La esfera y las alas: el proceso de la vida y de la muerte que gira incesantemente como la esfera.
La cruz y la corona: la muerte y el recuerdo.
La abeja: la laboriosidad.
La serpiente mordiéndose la cola: el principio y el fin.
El manto sobre la urna: el abandono y la muerte.
Las antorchas con llamas hacia abajo: la muerte.
El búho: el vigilador, y según algunas creencias, anuncia la muerte.
El reloj de agua o Clepsidra: el transcurrir del tiempo o el paso de la vida.
El predio tiene 4780 bóvedas distribuidas en 54 843 metros cuadrados, 80 de las cuales fueron declaradas Monumento Histórico Nacional. El cementerio alberga varios mausoleos de mármol, decorados con estatuas, en una amplia variedad de estilos arquitectónicos. Se halla organizado en manzanas, con amplias avenidas arboladas que dan a callejones laterales donde se alinean los mausoleos y bóvedas. Existe una amplia rotonda central de donde parten las avenidas principales, con una escultura de Cristo realizada por el escultor Pedro Zonza Briano, en 1914.
Los mausoleos, construidos en una variedad de estilos arquitectónicos, están generalmente marcados con el nombre de la familia en la fachada, y frecuentemente incluyen placas de bronce con los nombres de los individuos enterrados. Entre los famosos enterrados en este cementerio se encuentran figuras de la política, la cultura y la sociedad argentina.
El escritor Jorge Luis Borges expresó en uno de sus poemas el deseo de ser enterrado en este lugar, aunque finalmente fue sepultado en Ginebra.

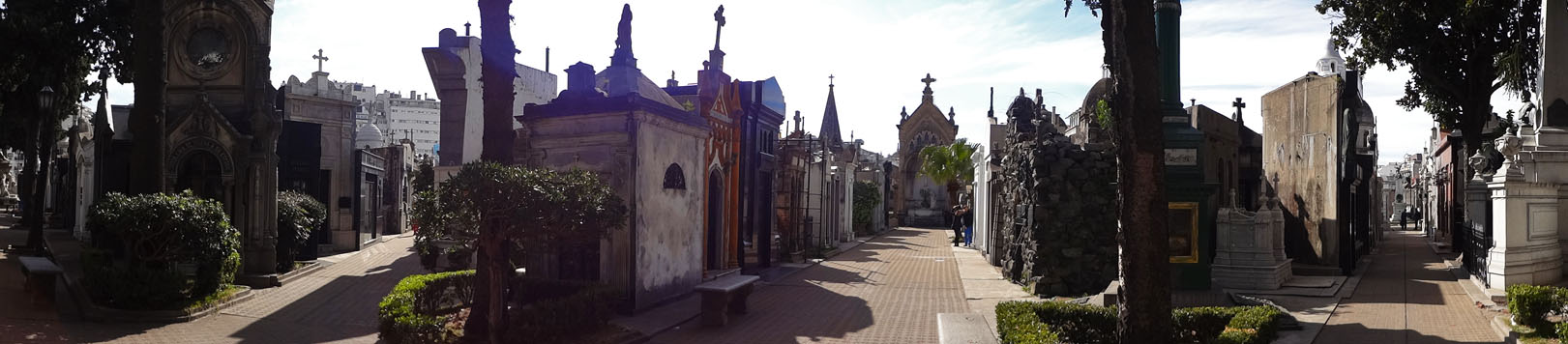
Panorámica de un sector del Cementerio de la Recoleta.

## El trazado urbano del cementerio
El Cementerio de la Recoleta puede considerarse como una "ciudad dentro de la ciudad", ya que su configuración arquitectónica, trazado y esculturas lo convierten en uno de los lugares más emblemáticos de Buenos Aires. Este cementerio es un espacio único que, a través de su disposición urbana, refleja una organización semejante a la de una ciudad. 
Su trazado se caracteriza por calles ortogonales que dividen el terreno en parcelas regulares, creando avenidas, callejones y diagonales. Estas características estructuran el espacio de manera que cada sección del cementerio tiene una identidad propia, mientras que las esculturas encargadas por las familias propietarias de las bóvedas enriquecen el entorno visualmente, con diversas representaciones artísticas de la vida y la muerte.
En el centro del cementerio, una amplia rotonda central sirve como punto de referencia, desde donde parten las principales avenidas. En este espacio se encuentra una escultura de Cristo realizada por el escultor Pedro Zonza Briano en 1914, la cual configura una gran cruz, símbolo de la sacralidad del lugar.
El espacio cementerial tiene desde el principio como los ensanches, elementos significativos y referenciales, que densifican la vivencia del lugar. El cementerio guarda una relación práctica de identificación con la misma ciudad: la ordenación espacial en cuadrículas, de la que resultan manzanas edificadas en el terreno de la Recoleta, un diseño geométrico con calles, avenidas y diagonales. Las murallas lo contienen, definen y protegen como recinto sagrado. 
La realización del plano se le solicitó al Director del Departamento de Ingenieros Arquitectos de la provincia de Buenos Aires, Ing. Próspero Catelin. Con el plano aprobado y ya en ejecución, se emite el decreto de gobierno del 3 de septiembre de 1823 donde se estipula la escala de precios según la ubicación de los lotes e interesa al objetivo de este trabajo ya que determina que “las sepulturas preferentes sean ocupadas por los cadáveres de aquellas personas cuyas virtudes o relevantes servicios a la sociedad les hayan hecho un lugar distinguido en el aprecio de la autoridad y de sus conciudadanos, que siempre mirarán como un deber el de perpetuar la memoria de tan dignos ciudadanos al depositar sus cenizas.
Es de destacar que el gobierno siguiendo el tono de la fundamentación del decreto, retiene para sí”…algunas sepulturas para asignarlas oficialmente a aquellas personas que se distingan por sus méritos contraídos en cualquier ramo del servicio público…”, de este modo se reserva un espacio de lotes para sepulturas destinado al panteón de los ciudadanos meritorios, a la derecha de la calle principal de entrada al cementerio.

## Personalidades sepultadas en La Recoleta

#### Bartolomé Mitre
El mausoleo del general Bartolomé Mitre está emplazado frente a la calle que nace un viejo portón de la entrada en la calle Junín 1720. Ejecutado con mármol, sus esculturas fueron realizadas por Eduardo Rubino nacido en Turín y representan de “La libertad”, “El deber” y “La justicia”. Hoy en su parte superior se encuentran enmarcado entre figuras aladas el nombre del prócer. Mitre fue un militar, periodista, poeta e historiador coronando su actuación como presidente de la nación unificada en el período 1862-1868.

#### Eva Duarte de Perón
En una de las calles de la sección 16 se encuentra la bóveda de la familia Duarte, de estilo Art Decó, destacada por el tratamiento de sus pilastras y el frontón que enmarca la puerta de bronce, ricamente ornamentada con festones, flores y hojas estilizadas. La construcción está coronada por un brasero encendido, símbolo de la eternidad. Eva Duarte de Perón, quien desempeñó una intensa labor social en favor de los más necesitados durante la primera presidencia de su esposo, el general Juan Domingo Perón, falleció en 1952 a los 33 años. Tras el golpe de Estado de 1955, sus restos fueron robados y ocultados por la Revolución Libertadora, hasta su restitución y traslado definitivo a esta bóveda en 1976.

#### Julio Argentino Roca
Su bóveda se encuentra edificada en una esquina formada por una de las diagonales de esta necrópolis y una de sus principales calles, ubicación que permite distinguirla desde distintos sitios. Militar y estadista nacido en Tucumán en 1843 y muerto en Buenos Aires en 1914, luchó en la campaña al Paraguay llevó a cabo la conquista del desierto. Presidente de la república por 2 periodos 1880-1886 y 1898-1904. La bóveda posee rasgos manieristas, estando profusamente decorados tanto sus muros como la verja que la circunda, con arabescos, ángeles y antorchas caídas llama la atención el carácter doméstico de su puerta principal antecedida por un pequeño atrio; posee abundante decoración de repertorio clásico. 

#### Juan Manuel de Rosas
El prócer descansa en la cripta familiar de los Ortiz de Rozas junto a su esposa, Encarnación Ezcurra, fallecida en 1838, quien también fue inhumada allí. La bóveda, revestida de granito, fue construida en 1845 tras la muerte de Agustina López Osorio, madre de Rosas, y remodelada en la primera década del siglo XX, cuando se clausuró una de las puertas de ingreso para colocar un altar. Rosas murió en el exilio en Inglaterra en 1877, tras su derrota en la Batalla de Caseros, y sus restos fueron repatriados e inhumados en este mausoleo el 30 de septiembre de 1989, durante el gobierno de Carlos Menem, luego de años de gestiones impulsadas por sectores del revisionismo histórico.

#### Manuel Dorrego
Los restos de Manuel Dorrego reposan en una bóveda ubicada en la calle principal del cementerio, cerca del Cristo Central. Su tumba es una pirámide trunca con acrópteras en las esquinas y una puerta de hierro artísticamente trabajada, que permite ver en su interior la urna de mármol blanco donde yace el prócer. Dorrego, gobernador de Buenos Aires, fue un ferviente defensor del federalismo. Derrocado por Juan Lavalle en 1828, fue fusilado por orden de este en las cercanías de Navarro. Sus restos fueron trasladados a la Recoleta en diciembre de 1829 por disposición de Juan Manuel de Rosas.

#### Facundo Quiroga
El sepulcro de Juan Facundo Quiroga está delimitado por rejas bajas de hierro terminadas en punta de lanza. En su centro, sobre una columna de base cuadrangular, se destaca una 'Dolorosa' de mármol de Carrara, obra del escultor italiano Antonio Tantardini (1829-1879), considerada la primera obra artística del cementerio. Quiroga, nacido en 1788 en los Llanos de La Rioja, fue gobernador de esa provincia y combatió a los unitarios, derrotando a Lamadrid en 'El Tala' y a José María Paz en 'La Tablada'. Su vida terminó trágicamente en 1835, cuando fue asesinado en Barranca Yaco. Sus restos fueron inicialmente depositados en el Cementerio de los Canónigos, junto a la Catedral de Córdoba, y trasladados al año siguiente a este sepulcro.

#### Rufina Cambaceres
En una esquina de la sección 13 está la bóveda de Rufina Cambaceres al lado de su familia que ostenta el nombre de Antonio Cambaceres tío de Rufina con referencia al señor Cambaceres, estanciero y hombre de gran fortuna que ocupó el cargo de director del banco provincia de Buenos Aires y del ferrocarril. El padre de Rufina, Eugenio, fue un destacado escritor que dejó interesantes obras. Su hija murió el 31/05/1902, día que cumplía 19 años, presuntamente enterrada bajo un ataque de catalepsia. Su madre decidió construir vecina la bóveda familiar el sepulcro para su hija. De ello resultó un importante monumento art Nouveau con una estilización de líneas curvas y profusión de tallos, hojas y flores. Es obra del alemán Richard Aigner. Se representa a Rufina de pie frente a la puerta tomando el picaporte como para abrirla. Esta representación artística, sumado a la circunstancia de su sorpresiva muerte, dio lugar a que se construyeran diferentes leyendas en la sociedad porteña de la época que continuarán vigentes en la actualidad.

#### Domingo Faustino Sarmiento
El sepulcro de este prócer está ubicado en una de las calles interiores de la sección 17 de esta necrópolis. Sobre un podio de base cuadrangular revestido en mosaico se yergue un obelisco coronado por un cóndor realizado en bronce en cuya base se encuentra la siguiente inscripción “Civilización y Barbarie”. Sarmiento fue educador, escritor y militar. Fue gobernador de su provincia y Presidente de la nación en el periodo 1868-1874

#### Federico Leloir
Podemos decir que es una de las más imponentes bóvedas en este cementerio, diseñada por el arquitecto francés A. Guilbert. Los Leloir son originarios de los bajos Pirineos franceses, habiendo llegado a estas tierras hacia 1820. Aquí descansa el Dr. Luis Federico Leloir. Premio Nobel de Química en 1970. El monumento consta de tres partes distintivas. Un gran basamento cúbico, revestido en granito pulido: la parte intermedia; compuesta por un tambor realizado en bronce, donde apoya una cúpula, elemento convertido en lucernario por donde llega luz a la refinada capilla. Esta es presidida por un cristo, obra del italiano Leonardo Bistolfi (1859-1933) Corona toda la estructura un templete rodeado por columnas jónicas, sobre las cuales apoya una gran cúpula en cuyo interior está representado el Redentor en teselas de diferentes colores.

#### Carlos Pellegrini
El mausoleo del Dr. Pellegrini se encuentra en el camino central como cerrando la calle que nace en el Peristilo. Esta circunstancia le da una perspectiva estupenda resaltando aún más los valores que de por sí tiene la obra. Fue realizada a encargo del Jockey Club para guardar los restos de su fundador y primer presidente. Es obra del escultor francés Marins Jean Antonin Mercie.

#### Doctor Salvador María del Carril
Esta bóveda es una construcción monumental en la que la parte más destacada la constituye un baldaquino en forma de aguja coronada con la figura de Cronos- Dios del tiempo. Dentro del pabellón se encuentra la estatua del jurisconsulto y sobre la entrada a la cripta el busto de Da Tiburcia Domínguez, su esposa. El sepulcro fue realizado por Camilo Romairone Del Carril (1798-1883) fue gobernador de su provincia natal San Juan: Ministro de Gobierno y Relaciones Exteriores durante la gobernación de Lavalle.

#### General Juan Lavalle
Un granadero en bronce vela el sueño del valiente soldado de Chacabuco, Maipú, Riobamba, Pichincha e Ituzaingo entre otras acciones militares. Se trata de una sobria bóveda realizada en granito negro descatandose la puerta refinada. Fue Gobernador de la Provincia de Buenos Aires y como Jefe Unitario intervino en las acciones de Navarro.

## Sepulcro José Clemente Paz
El sepulcro de José Clemente Paz (1842-1912) es uno de los monumentos de un excepcional grupo escultórico realizado por el francés Jules Félix Coutan (1848-1939), quien realizó la obra por encargo de la familia Paz, en honor a su hijo fallecido, en 1904, José Jacobo Gainza Paz. Ocho años más tarde, en 1912, el presidente del diario La Prensa, José Clemente Paz fue enterrado en dicha bóveda. 
Félix Coutan fue un escultor francés de gran renombre en su época, sus obras se destacan por un detallismo en la expresión y trabajo de los pliegues. Realizó esculturas en bronce y en mármol con una mirada al neoclasicismo y una disposición de las mismas para ser vistas de frente, contenidas entre soportes posteriores, haciéndolas parte de la arquitectura. 
La sepultura presenta un volumen cúbico revestido en granito negro, una puerta de bronce sirve de pedestal a dos ángeles de gran tamaño, emplazados de derecha a izquierda de la misma, uno apoyado sobre un ancla y el otro con una corona junto a sus pies. Otro grupo escultórico de tres figuras recupera el dramatismo: una mujer semi doblegada, casi desfalleciente dejando escapar una lámpara extinguida. De forma ascendente, en la misma línea, vemos una urna con una tapa semiabierta llamada sarcófago, de allí una figura femenina que representa al alma humana, que se dirige hacia un ángel con sus alas desplegadas y señalando con su dedo índice el infinito, la eternidad. Toda la obra, fue realizada en mármol blanco, con minucioso detalle y gran dinamismo. 
El Sepulcro de la familia Paz es una pieza escultórica que puede ser contemplada como “monumento, no amuleto” (Read, 1994:76), siendo apreciada para lo que fue concebida originalmente.

## Monumentos Históricos Nacionales restaurados en 2002-2003

### Sepulcro de Olivera De Pignetto
Este sepulcro está ubicado en la Sección 9 Tablón 2, fue realizado por Luis Perlotti en el año 1946. Tanto las placas como el relieve son de piedra dolomítica que su procedencia podría ser de las canteras de Olavarría, provincia de Buenos Aires, y el basamento es de granito. En él se muestra la imagen de una mujer con los brazos elevados en la que se puede ver sencillez pureza y sobriedad. Debido a la orientación sur del frente del sepulcro y a su delimitación por un muro aledaño, se produce un encajonamiento del sepulcro que genera un microclima muy húmedo que favorece el desarrollo de microorganismos circunstancia que dificulta la lectura de la obra. Se observó el desarrollo de plantas en la unión de la placa y relieve. Se identificaron micro fisuras en gran parte de las piedras. También se evidencio en erosión vinculada a los agentes agresivos como la lluvia y la acción del viento, lo que generó una falta de cohesión en la superficie y una pérdida del acabado superficial. Gracias a todas estas fallas fue necesario realizar una restauración al sepulcro. Es notable observar que el relieve, si bien se encuentra expuesto, después de la restauración quedó integrado a la composición total del sepulcro.

### Mausoleo del Doctor Nicolás de Avellaneda
Este mausoleo está ubicado en la Sección 20 Tablón B, fue realizado por el escultor parisino Jules Coutan en el año 1910. Este monumento fue realizado íntegramente en mármol de Carrara mediante la talla y el armado de placas. La dimensión del mismo es de 3m de alto por 2,50m de ancho por 2,3m de profundidad. Está formado por un alto pilar en cuyo fuste se recorta una figura alegórica de mujer en actitud de orar, el capitel donde se encuentra el retrato del prócer y un basamento con decoración ornamental. Hubo una intervención previa de restauración de este monumento en el año 1968, debido a que la obra está expuesta sin ningún tipo de protección, padece un estado de erosión general en la superficie. Solo en sectores protegidos de la lluvia por la orientación (noreste) y su morfología, se pudo observar un registro del pulido original. En el perfil derecho la escultura tiene una fina capa negra producida por agentes biológicos que cubre casi la totalidad de la superficie y que está incorporada a la estructura de la piedra. También en el rostro de la alegoría se observó una erosión con pérdida de acabado superficial así como adherencia de una costra negra. Estructuralmente se observó el movimiento de un pilar que cierra el mausoleo. También se observó la falta de una cadena metálica adhería a las columnas como cierre del monumento. La intervención posibilito tener una rápida lectura del monumento, considerando su localización al finalizar una de las calles del cementerio. Estando cerca de la escultura podemos observar con claridad los distintos tratamientos realizados en el mismo material. 

### Mausoleo del Coronel Federico Brandasen
Este mausoleo está ubicado en la Sección 9 Tablón 1, fue realizado por Carlos Romairone en el año 1905. El material de soporte del monumento es de mármol de Carrara con vetas, exceptuando el busto que está hecho en mármol de Carrara pero sin vetas. Las placas conmemorativas y el ornato colocado al inaugurar el monumento son de bronce fundido. La dimensión es de 5m de alto, con una base de 2m por 2m. Haciendo una comparación visual entre la documentación histórica y el estado actual del monumento se pudo notar algunas diferencias, tales como el agregado de un escalón en el frente del monumento. Tanto la alegoría como el retrato del coronel presentaban una importante acumulación de sociedad superficial y alteración de la granulometría esto se observó en áreas expuestas a la inciensa de la lluvia y se extiende a lo largo de las líneas de escurrimiento generadas por la morfología a esto se le sumó el efecto mecánico de arenados efectuados en alteraciones anteriores el mármol presenta fisuras significativas como así también una película de óxidos provenientes de elementos decorativos metálicos también se observaron lagunas y fisuras, algunas de ellas con aplicaciones de morteros cementicos productos de intervenciones anteriores. El criterio de intervención consideró la reubicación de placas conmemorativas, fueron colocadas en el frente del monumento que por su cercanía al ingreso del cementerio permite una visualización rápida.

### Sepulcro de María Sánchez de Thompson y de Mendeville
Este sepulcro está ubicado en la Sección 3 Tablón 8, fue realizado por un autor anónimo en el año 1870 con la técnica de torneado, siendo armados por partes el mármol de Carrara. Sus dimensiones son de 2m de alto por 2m de ancho y una profundidad de 1,7m. La mayor preocupación acerca de esta obra, a la hora de efectuar su conservación, lo constituyó su deterioro estructural, producto del movimiento de suelo afectado por el desarrollo de árboles cercanos al mismo. Su base cuadrada y su orientación generan una marcada diferencia de desgaste entre el frente con exposición directa al agua de lluvia y vientos respecto a los perfiles que tienen menos incidencia de deterioro. Los ornamentos y las placas presentan una marcada erosión cuyo avance expone en relieve las vetas propias del mármol. Al frente del sepulcro se observa un alto porcentaje de oxidación que se visualizan rápidamente. El mantenimiento estructural del sepulcro es producto de una disponibilidad técnica vinculada a su momento histórico, y que con el pasar del tiempo, se revalorizó.

## Los ciudadanos meritorios
Desde comienzos del siglo XIX las circunstancias políticas que se van desplegando en ambas orillas del Río de La Plata –de las invasiones inglesas en adelante- cimentarán una dedicación especial dada a las glorias militares y en particular a los honores póstumos a los héroes de la reconquista y entrada ya la época independiente a los héroes militares de la independencia. Ese reconocimiento se verá traducido en relevantes celebraciones fúnebres, con rituales conmemorativos que recuerdan las exequias reales durante la colonia y equipamientos de arquitectura y arte efímeros de admirable inversión material y artística, a los que se agregaran los monumentos fúnebres emplazados en el cementerio público a partir de fines de la década de 1820.